# Glycera carnea
Glycera carnea är en ringmaskart som beskrevs av Blanchard in Gay 1849. Glycera carnea ingår i släktet Glycera och familjen Glyceridae. Inga underarter finns listade i Catalogue of Life.